# Joe (film, 2013)
Joe är en amerikansk dramafilm från 2013, regisserad av David Gordon Green.
Filmen handlar om Joe, en före detta kåkfarare. Hans liv på utsidan är mindre välordnat. Han dricker sig full varje kväll. En dag träffar han den femtonårige pojken Gary, som har problem med sin egen far. Detta tvingar Joe att välja mellan att fortsätta som förut, eller bli en förebild för pojken.
Filmen hade sin världspremiär vid filmfestivalen i Venedig 2013, där den deltog i tävlingen om Guldlejonet. Den vann inte, men däremot fick Tye Sheridan priset för bästa unga skådespelare.

## Rollista (i urval)
- Nicolas Cage – Joe
- Tye Sheridan – Gary